# Municipio de Washington (condado de Armstrong)
El municipio de Washington (en inglés: Washington Township) es un municipio ubicado en el condado de Armstrong en el estado estadounidense de Pensilvania. En el año 2000 tenía una población de 2.029 habitantes y una densidad poblacional de 18.1 personas por km².

## Geografía
El municipio de Washington se encuentra ubicado en las coordenadas 40°55′33″N 79°32′34″O / 40.92583, -79.54278.

## Demografía
Según la Oficina del Censo en 2000 los ingresos medios por hogar en la localidad eran de $26,833 y los ingresos medios por familia eran $32,313. Los hombres tenían unos ingresos medios de $26,000 frente a los $19,792 para las mujeres. La renta per cápita para la localidad era de $14,977. Alrededor del 13,6% de la población estaban por debajo del umbral de pobreza.